# 283
283（二百八十三、にひゃくはちじゅうさん）は自然数、また整数において、282の次で284の前の数である。

## 性質
- 283は61番目の素数であり、1つ前は281、次は293。
  - 約数の和は284。
- 281と283は19番目の双子素数である。1つ前は (269, 271) 、次は (311, 313) 。
- 283 = 283 + 0 × i (iは虚数単位)
  - a + 0 × i (a > 0) で表される32番目のガウス素数である。1つ前は271、次は307。
- 18番目のスーパー素数である。1つ前は277、次は331。
- 13番目の非正則素数である。1つ前は271、次は293。
- 16番目の 8n + 3 型の素数であり、この類の素数は x2 + 2y2 と表せるが、283 = 112 + 2 × 92 である。1つ前は251、次は307。
- 28…83 の形の最小の素数である。次は28888883。ただし挟まれた数は無くてもいいとすると最小は23。(オンライン整数列大辞典の数列 A101970)
- 末尾の2桁が83の2番目の素数である。1つ前は83、次は383。(オンライン整数列大辞典の数列 A244776)
- 1/283 は循環節の長さが141の循環小数になる。
  - 逆数が循環小数になる数で循環節が141になる最小の数である。次は566。
  - 循環節が n になる最小の数である。1つ前の140は421、次の142は290249。(オンライン整数列大辞典の数列 A003060)
- 各位の和が13になる20番目の数である。1つ前は274、次は292。
  - 各位の和が13になる数で素数になる6番目の数である。1つ前は229、次は337。(オンライン整数列大辞典の数列 A106755)
- 283 = 32 + 72 + 152 = 92 + 92 + 112
  - 3つの平方数の和2通りで表せる68番目の数である。1つ前は282、次は289。(オンライン整数列大辞典の数列 A025322)
  - 283 = 32 + 72 + 152
    - 異なる3つの平方数の和1通りで表せる83番目の数である。1つ前は280、次は289。(オンライン整数列大辞典の数列 A025339)
- 283 = 33 + 44
  - n = 3 のときの nn + (n + 1)n+1 の値とみたとき1つ前は31、次は3381。(オンライン整数列大辞典の数列 A056788)

## その他 283 に関連すること
- 年始から数えて283日目は10月10日、閏年の場合は10月9日。
- 西暦283年
- JR北海道キハ283系気動車
- JR西日本283系電車